# 伊敏·司迪克
伊敏·司迪克（20世纪—1962年10月）维吾尔族，新疆疏勒县人，革命烈士。

## 生平
1962年中印边界战争打响前，新疆生产建设兵团汽车团承担了战备运输的任务。1962年10月的一天，天刚微亮，汽独三营的一辆载满战备汽油的解放牌卡车，行驶到新疆维吾尔自治区疏勒县塔孜洪乡。油桶由于长途颠簸而被震裂，汽油滴到排气管上冒起浓烟和火花。但司机未发现这一情况。此时，刚到路边劳动的维吾尔族中国共产党党员伊敏·司迪克，发现了这一险情，便手提坎土镘边追边喊，终于让司机停车。车刚停下，火焰便突然窜到一人多高。伊敏·司迪克忙与司机一起跳上车厢，将已烧得滚烫的油桶推下车，以避免油桶燃烧爆炸。伊敏·司迪克突见汽车油箱冒火，便跳下车，用坎土镘铲土压火，又脱下棉衣试图捂灭油箱的火苗。油箱这时发生爆炸，伊敏·司迪克牺牲。
伊敏·司迪克是中印边界战争打响前的第一位革命烈士。为了永远怀念他，汽独三营与他的后代结成了永久友谊。